# أليستير تايلور
أليستير تايلور (بالإنجليزية: Alistair Taylor)‏ هو مدير بريطاني، ولد في 21 يونيو 1935 في رانكورن في المملكة المتحدة، وتوفي في 9 يونيو 2004 في تشيسترفيلد في المملكة المتحدة.

## وصلات خارجية
- أليستير تايلور على موقع IMDb (الإنجليزية)
- أليستير تايلور على موقع ميوزك برينز (الإنجليزية)
- أليستير تايلور على موقع أول ميوزيك (الإنجليزية)